# Mildred Widgoff
Mildred Widgoff (24. srpna 1924 Buffalo – 21. července 2004 Barringtonu na Rhode Islandu) byla americká experimentální fyzička zabývající se částicemi a astročásticemi. Stala se první ženou na Brownově univerzitě, kde pracovala na katedře fyziky. Tato univerzita sídlí ve městě Providence v americkém státě Rhode Island a patří k nejstarším v USA. Byla založena roku 1764 jako Rhode Island College, je to třetí nejstarší instituce vyššího vzdělávání v Nové Anglii a sedmá nejstarší ve Spojených státech. Brownova univerzita byla vždy velmi progresivní a jako první vysoká škola přijímala studenty všech náboženství.
Mildred Widgoff během druhé světové války pracovala pro Projekt Manhattan v laboratořích SAM na Columbia university. Byl to přísně tajný projekt pro vývoj atomové bomby v období 1942–1946. Výzkumné a výrobní provozy se nacházely na 30 místech v USA, Velké Británii a Kanadě.

## Život a kariera

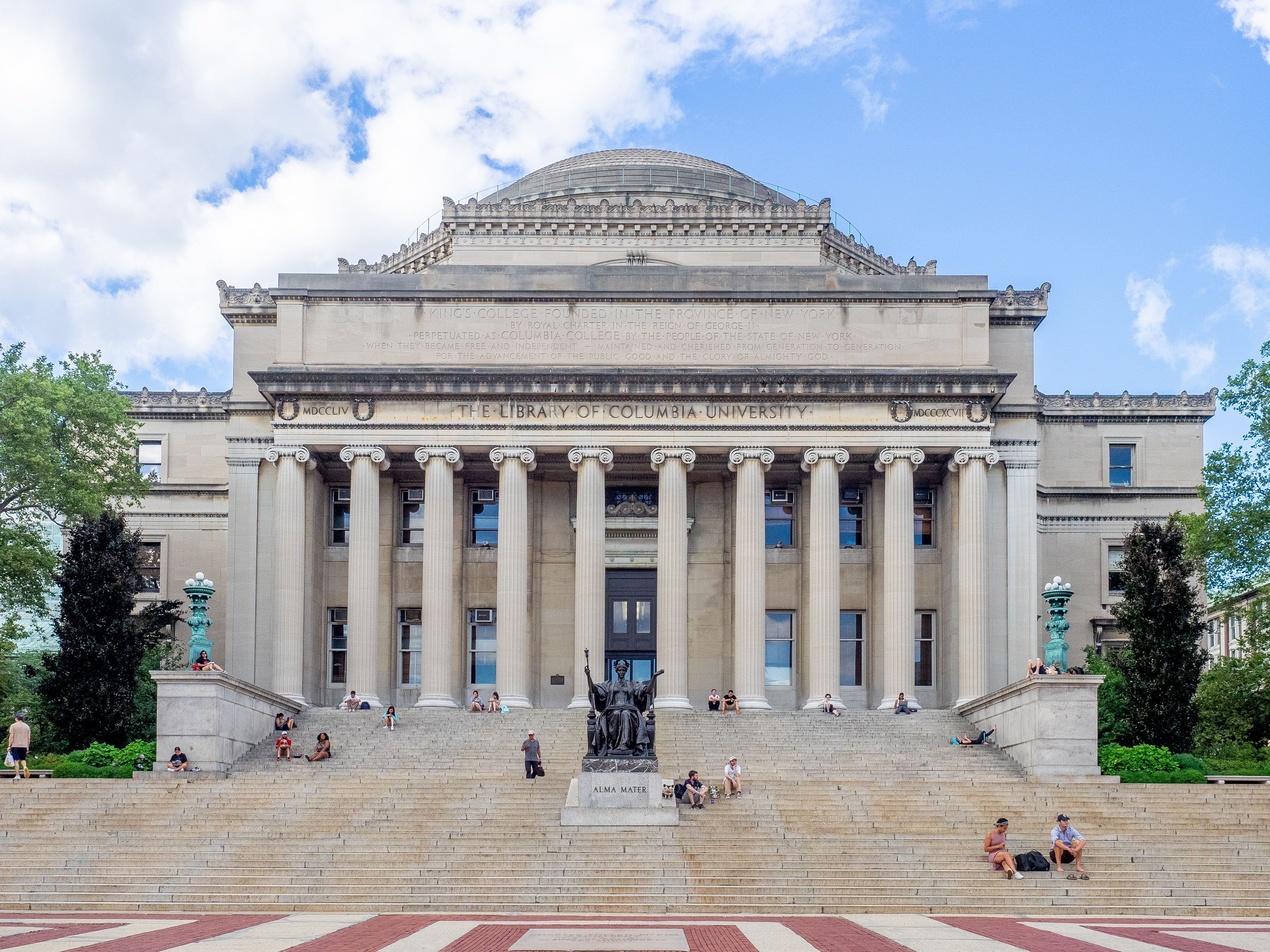
Columbia University v Manhattanu ve státě New York. Hrála významnou roli při vývoji jaderné bomby, pojmenované podle umístění univerzity jako Projekt Manhattan. Vývoj tehdy vedli přední vědci Robert Oppenheimer a Enrico Fermi. Je považována za jednu z nejprestižnějších univerzit světa.

Mildred Widgoff se narodila 24. srpna 1924 v Buffalu ve státě New York, v roce 1944 promovala na univerzitě v Buffalu s bakalářským titulem z fyziky a poté pracovala pro Projekt Manhattan v laboratořích SAM na Columbia university.
V roce 1952 získala titul Ph.D. za studium kosmického záření na Cornellově univerzitě u Giuseppe Cocconiho a Kennetha Greisena. Vypracovala disertační práci s názvem Neutrony z interakcí mezonů Mu v různých terčích.
Po dokončení doktorátu se stala výzkumnou pracovnicí v Brookhavenské národní laboratoři a v roce 1955 v Harvardské cyklotronové laboratoři, kde pracovala až do roku 1961. V roce 1958 se stala výzkumnou členkou fakulty v Brown University a v roce 1961 se stala členkou této fakulty na plný úvazek jako první žena. Na stejné univerzitě se stala výkonným ředitelem katedry fyziky od roku 1968 do roku 1980. V roce 1974 byla povýšena na řádnou profesorku.
Členem Americké fyzikální společnosti (APS) v New England se stala v roce 1968 a v roce 1970 působila jako předsedkyně výboru této společnosti pro postavení žen ve fyzice.
Do důchodu odešla v roce 1995. Zemřela 21. července 2004 v Barringtonu na Rhode Islandu.

## Výzkum

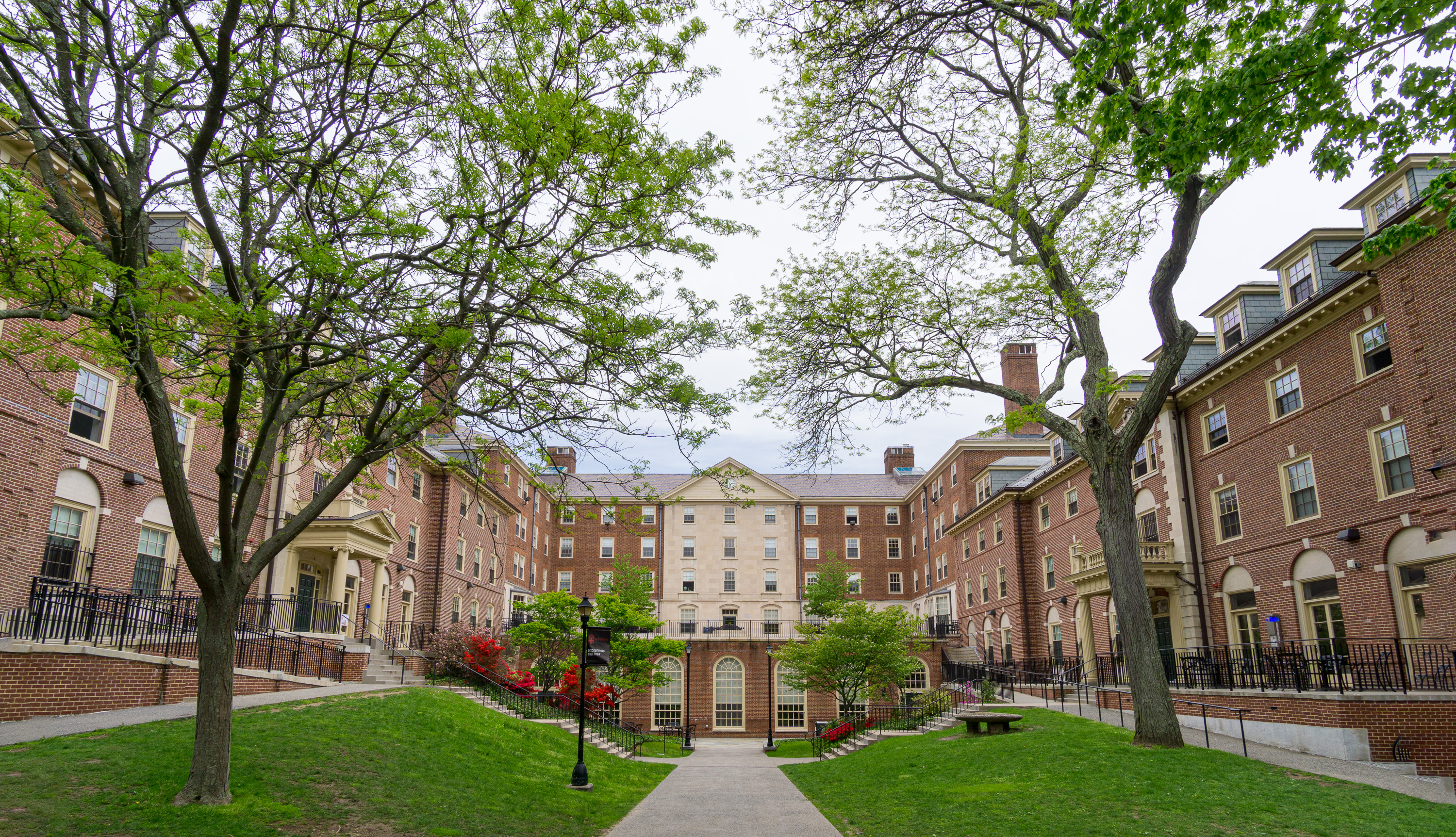
Brown University v Providence v americkém státě Rhode Island. Sedmá nejstarší univerzita ve Spojených státech. Patří do skupiny nejprestižnějších amerických univerzit Ivy League (česky Břečťanová liga).

- Brown University v Providence v americkém státě Rhode Island. Sedmá nejstarší univerzita ve Spojených státech. Patří do skupiny nejprestižnějších amerických univerzit Ivy League (česky Břečťanová liga).Její výzkum během disertační práce zahrnoval pozorování kosmického záření jak ve vysokých nadmořských výškách na Mount Evans v Coloradu, tak hluboko pod zemí na Cornellově univerzitě. Zpočátku se soustředila na výzkum „tau-theta puzzle“, na dvě různé cesty rozpadu pocházejícího z různých podivných částic, které od sebe nemohly být experimentálně rozlišeny. To bylo nakonec vyřešeno objevem porušení parity a zjištěním, že obě cesty mají stejnou výchozí částici – kaon (také mezon K), což je skupina čtyř mezonů, které mohou nést kvantové číslo nazvané „podivnost“ (anglicky strangeness). Její práce na tomto výzkumu zahrnovala experimenty na Cosmotronu v Brookhaven National Laboratory a Bevatronu v Lawrence Berkeley National Laboratory.[1]
- V následujících letech se postupně stala členkou Cambridge Bubble Chamber Group spojené s Cambridge Electron Accelerator na Massachusetts Institute of Technology a Harvard University, International Hybrid Spectrometer Collaboration ve Fermilab.
- Spektroskopické experimenty prováděla v Stanford Linear Accelerator Center. Její poslední experimentální práce také zahrnovala detekci kosmických neutrin v Laboratori Nazionali del Gran Sasso (LNGS) v Evropě[1], což je největší podzemní výzkumné centrum na světě. Nachází se pod horou Gran Sasso v Itálii a je dobře známé výzkumem částicové fyziky INFN. Kromě povrchové části laboratoře se pod horou nacházejí rozsáhlá podzemní zařízení.